# Paracercion v-nigrum
Paracercion v-nigrum – gatunek ważki z rodziny łątkowatych (Coenagrionidae). Występuje w Chinach, na Półwyspie Koreańskim oraz w południowo-wschodniej Rosji.